# 포항보건고등학교
포항보건고등학교(浦項保健高等學校)는 대한민국 경상북도 포항시 북구 죽장면 입암리에 있는 사립 고등학교이다.

## 학교 연혁
- 1948년 9월 1일 : 신입생 88명 임시 개교
- 1948년 10월 2일 : 죽장고등공민학교 설립인가
- 1954년 4월 6일 : 죽장중학교 설립인가
- 1981년 3월 5일 : 하영태 이사장 취임
- 1982년 11월 30일 : 죽장고등학교 설립인가
- 2015년 3월 1일 : 경북간호고등학교로 교명변경
- 2018년 2월 9일 : 서포중 제68회 졸업
- 2018년 2월 9일 : 경북간호고등학교 제33회 졸업
- 2018년 3월 2일 : 입학식
- 2021년 3월 1일 : 포항보건고등학교로 교명변경
- 2023년 3월 1일 : 이동원 교장 취임
- 2023년 5월 1일 : 하석준 이사장 취임

## 설치 학과
- 간호과
- 치의간호과

## 참고 자료
- 포항보건고등학교 - 한국교육학술정보원 학교알리미